# Menjamel pitbarrat
El menjamel pitbarrat (Ramsayornis fasciatus) és un ocell de la família dels melifàgids (Meliphagidae).

## Hàbitat i distribució
Nomadea per zones de vegetació de ribera des del nord-est d'Austràlia Occidental, cap a l'est, a través del nord del Territori del Nord fins al centre i est de Queensland.